# Ngân hàng Anh
Thống đốc và Đồng sự của Ngân hàng Anh (Governor and Company of Bank of England) là tên gọi đầy đủ của Ngân hàng Anh – ngân hàng trung ương của Vương quốc Liên hiệp Anh. Được thành lập năm 1694 với tư cách là ngân hàng chính phủ, Ngân hàng Anh bao gồm cả Ủy ban Chính sách tiền tệ (Monetary Policy Committee) chịu trách nhiệm quản lý chính sách tiền tệ của Vương quốc Anh. Trụ sở của Ngân hàng Anh tọa lạc tại London, trên phố Threadneedle. Thống đốc hiện tại là Mark Carney, người tiếp quản vị trí của Ngài Mervyn King ngày 30 tháng 6 năm 2013.

## Chức năng
Ngân hàng Anh thực hiện tất cả các chức năng của ngân hàng trung ương. Quan trọng hơn cả là duy trì ổn đinh giá cả và hỗ trợ các chính sách kinh tế của Chính phủ Vương quốc Anh. Hai lĩnh vực chính được Ngân hàng đảm nhiệm là:
- Ổn định tiền tệ: Duy trì giá cả ổn định vào đồng bảng Anh. Giá cả ổn định được duy trì nhờ việc tuân thủ mục tiêu lạm phát của Chính phủ. Ngân hàng thực hiện chức năng này thông qua tỷ lệ lãi suất được ấn định bởi Ủy ban Chính sách tiền tệ.
- Ổn định tài chính: Duy trì sự ổn định tài chính trước các nguy cơ đe dọa hệ thống tài chính. Những nguy cơ này được phát hiện bằng quan sát, theo dõi. Các nguy cơ phát sinh sẽ được ngăn chặn bằng các hành động tài chính và các biện pháp khác ở trong nước và ngoài nước. Trong những trường hợp hãn hữu, Ngân hàng Anh là ngân hàng cung cấp tín dụng cuối cùng.

Các định chế khác cùng Ngân hàng Anh đảm bảo sự ổn định tài chính và tiền tệ như:
- Ngân khố Chính phủ (Her Majesty's Treasury), cơ quan của Chính phủ Anh chịu trách nhiệm về chính sách kinh tế và tài chính
- Cơ quan quản lý dịch vụ tài chính (Financial Services Authority – FSA), tổ chức độc lập quản lý lĩnh vực dịch vụ tài chính.
- Các ngân hàng trung ương và các tổ chức quốc tế khác với mức đích cải thiện hệ thống tài chính quốc tế.

Bản ghi nhớ năm 1997 quy định những nguyên tắc mà Ngân hàng Anh, Ngân khố chính phủ và FSA phối hợp để tăng cường sự ổn định tài chính.
Với vai trò là ngân hàng của Chính phủ Anh, Ngân hành Anh quản lý tài khoản quỹ chung của chính phủ. Ngân hàng cũng quản lý thị trường ngoại hối và dự trữ vàng. Nó là ngân hàng của các ngân hàng, có nghĩa là cho vay sau cùng. Để duy trì năng lực nghiệp vụ, nó cũng cung cấp các dịch vụ ngân hàng thương mại và ngân hàng bán lẻ cho một số lượng hạn chế các cá nhân và tổ chức.
Ngân hàng Anh có độc quyền phát hành giấy bạc tại Anh (England) và Wales. Các ngân hàng Scotland và Bắc Ireland vẫn giữ quyền phát hành giấy bạc ở địa phương nhưng họ phải ký quỹ đảm bảo toàn bộ tại Ngân hàng Anh trừ khoản vài triệu bảng giấy bạc phát hành năm 1845. Sau tháng 12 năm 2002, việc in ấn giấy bạc được giao cho công ty De La Rue theo tư vấn của Công ty tài chính Close Brothers (Close Brothers Corporate Finance Ltd).
Từ năm 1997, Ủy ban Chính sách tiền tệ chịu trách nhiệm ấn định tỷ lệ lãi suất. Với quyết định cho phép Ngân hàng hoạt động độc lập, trách nhiệm quản lý nợ của chính phủ được chuyển cho Văn phòng Quản lý nợ nước Anh (UK Debt Management Office) năm 1998. Đến năm 2000, chức năng quản lý tiền mặt của chính phủ cũng chuyển giao cho văn phòng này. Và cuối năm 2004, công ty Computershare giành quyền cung cấp dịch vụ quản lý trái phiếu cho Chính phủ Anh.
Ngân hàng Anh từng chịu trách nhiệm quản lý và giám sát ngành ngân hàng. Chức năng này được chuyển giao cho Cơ quan giám sát dịch vụ tài chính (FSA) tháng 6 năm 1998.
- Bank of England được thành lập năm 1694 do Perteson lập ra, và nó là ngân hàng tư nhân,không thuộc quyền quản lý của chính phủ Anh.và một phần ngân hàng này thuộc quyền kiểm soát của gia tộc Rothchild,gia tộc này cũng đồng thời cùng vài gia tộc khác đang kiểm soát việc phát hành tiền tệ của các quốc gia Đức, Pháp,Ý,Áo và Mỹ....

## Lịch sử
Thành lập năm 1694 do doanh nhân Scotland William Paterson, Ngân hành Anh là ngân hàng cho chính phủ Anh. William Paterson cho chính phủ vay £1,2 triệu, đổi lại ông có quyền thành lập Ngân hàng Anh với những đặc quyền ngân hàng của chính phủ bao gồm phát hành giấy bạc. Sắc lệnh hoàng gia hợp thức các quyền này ngày 27 tháng 7 năm 1694. Thị trường tài chính lúc đó rất nghèo nàn nên khoản vay bị tính lãi suất tới 8% một năm cộng thêm phí quản lý của khoản vay là £4.000 mỗi năm. Thống đốc của Ngân hàng đầu tiên là ngài John Houblon - người có chân dung trên tờ bạc £50 phát hành năm 1990. Sắc lệnh được gia hạn tiếp vào các năm 1742, 1764 và 1781. Ban đầu, trụ sở Ngân hàng được xây trên nền ngôi đền Mithras ở London, khu Walbrook. Ngôi đền có từ thời ra đời thành phố London cổ (Londinium) trên nền những trại lính La Mã. Mithras được coi là vị thần của cam kết, phù hợp với hình ảnh của Ngân hàng. Ngài Herbert Bakers xây dựng lại trụ sở của Ngân hàng Anh thay thế tòa nhà được xây bởi Ngài John Soane. Trụ sở mới này từng bị Pevsner – sử gia nghệ thuật nổi tiếng đồng thời là kiến trúc sư, mô tả là "tội ác kiến trúc lớn nhất ở thành phố London thế kỷ 20".
Ngân hàng đảm nhiệm chức năng quản lý "nợ quốc gia" từ khi ý tưởng này ra đời và thực hiện thế kỉ 18. Cho đến Sắc lệnh hoàng gia gia hạn vai trò của Ngân hàng năm 1781, Ngân hàng Anh trở thành ngân hàng của các ngân hàng, tức là dự trữ vàng bảo đảm cho lượng giấy bạc phát hành. Ngày 26 tháng 2 năm 1797, nguy cơ chiến tranh với nước Pháp cách mạng tư sản khiến dự trữ vàng sụt giảm nghiêm trọng, Chính phủ đã cấm Ngân hàng xuất vàng chi trả cho giấy bạc thu về. Lệnh cấm này bãi bỏ năm 1821. Thực chất của lệnh cấm này là Ngân hàng không đảm bảo nội dung vàng cho giấy bạc nó phát hành nữa.
Luật ngân hàng năm 1844 quy định việc phát hành giấy bạc phải có vàng bảo đảm và trao cho Ngân hàng Anh độc quyền phát hành giấy bạc. Các ngân hàng lúc đó phát hành giấy bạc có quyền tiếp tục phát hành giấy bạc nhưng phải chuyển trụ sở ra khỏi London và phải lưu trữ vàng để đảm bảo chi trả giấy bạc phát hành. Một vài ngân hàng của Anh (England) tiếp tục phát hành giấy bạc của riêng cho đến khi ngân hàng cuối cùng loại này bị thôn tính vào thập kỷ 1930. Các ngân hàng tư nhân Scotland và Bắc Ireland vẫn có các quyền này. Nước Anh duy trì bản vị vàng đến năm 1931 khi dự trữ vàng và ngoại hối được chuyển giao cho Ngân khố Chính phủ, nhưng quyền quản lý các nguồn dự trữ này vẫn do Ngân hàng Anh đảm trách. Từ năm 1870, Ngân hàng Anh chịu trách nhiệm về chính sách lãi suất.
Trong thời gian 1920 đến 1944 dưới quyền Montagu Norman, Ngân hàng Anh từ bỏ các chức năng ngân hàng thương mại và trở thành ngân hàng trung ương. Năm 1946, nó được quốc hữu hóa.
Năm 1997, Ủy ban Chính sách tiền tệ được thành lập để ấn định lãi suất, phục vụ chỉ tiêu lạm phát 2,5% của chính phủ. Quyết định này là của Bộ trưởng Tài chính Gordon Brown có hỏi ý kiến của Tony Blair trước cuộc bầu cử 1997, dù vậy thông báo thành lập chỉ được đưa ra sau cuộc bầu cử. Nếu mức lạm phát dao động vượt ngoài 1% biên, Thống đốc phải viết thư giải trình với Bộ trưởng Tài chính và đệ trình biện pháp điều chỉnh. Điều này được coi là một thay đổi tích cực bởi những lý do sau:
- từ bỏ vai trò của chính phủ vốn gây tranh cãi trong thực hiện chính sách lạm phát
- khẳng định với giới tài chính mong muốn của chính phủ về một nền kinh tế mạnh mẽ
- các học thuyết kinh tế học về "sự không nhất quán" phát triển bởi hai nhà kinh tế học giải Nobel Edward C. Prescott và Finn E. Kydland cùng thống kê ở New Zealand và một số nước khác cho thấy rằng ngân hàng trung ương độc lập có thể thành công hơn trong việc giảm lạm phát mà không gia tăng thất nghiệp.

Ngay sau tuyên bố trên, chỉ số chứng khoán FTSE 100 đã tăng vọt và đồng bảng Anh đạt mức tỷ giá cao nhất so với đồng Mác Đức kể từ khi đồng bảng Anh không tham gia Cơ chế tỷ giá chung của EU (European Exchange Rate Mechanism - ERM).
Mục tiêu lạm phát hiện nay là 2%, chỉ số giá tiêu dùng thay cho chỉ số giá bán lẻ được sử dụng làm chỉ số lạm phát. Các chỉ số giá tiêu dùng hoặc chỉ số giá bán lẻ được tính toán bởi Cơ quan Thống kê quốc gia, độc lập với các sức ép chính trị.

## Phát hành giấy bạc
Ngân hàng Anh bắt đầu phát hành giấy bạc (tiền giấy) từ năm 1694. Những tờ bạc thời đó được viết tay, dù từ năm 1725 chúng được in nhưng các nhân viên xuất quỹ vẫn phải ký lên mỗi tờ bạc để cho chúng khả năng thanh toán. Các tờ bạc được in cùng chữ ký của trưởng quỹ từ năm 1855. Tới năm 1928, chúng vẫn là "Tiền giấy trắng" (White Notes), tức là chỉ được in đen trắng một mặt và mặt kia để trắng. Trong thế kỷ 20, "Tiền giấy trắng" được phát hành với mệnh giá từ £5 đến £1.000; thế kỷ 18 và 19, có cả "Tiền giấy trắng" £1 và £2. Ngân khố chính phủ Anh (Treasury) đã phát hành những tờ tiền 10 shilling và £1 chỉ vài ngày sau khi nổ ra Chiến tranh thế giới thứ nhất với mục đích rút tiền xu bằng vàng ra khỏi lưu thông tiền tệ. Đến ngày 22/11/1928, Ngân hàng Anh tiếp quản chức năng phát hành loại giấy bạc này.
Trong thế chiến thứ hai, nước Đức làm giả những tờ bạc mệnh giá từ £5 đến £50, lên đến 500 ngàn tờ tiền mỗi tháng trong năm 1943. Kế hoạch ban đầu là thả những tờ tiền giả này xuống nước Anh với mục đích làm mất ổn định kinh tế Anh, tuy vậy việc này không hiệu quả bằng sử dụng tiền giả chi trả cho mật vụ Đức trên toàn Châu Âu. Mặc dù phần lớn số tiền này rơi vào tay phe đồng minh sau chiến tranh nhưng tiền giả vẫn xuất hiện nhiều năm sau đó. Những tờ tiền mệnh giá trên £5 sau đó buộc phải rút ra khỏi lưu thông.
Tất cả giấy bạc cũ của Ngân hàng Anh vẫn được đổi sang giấy bạc lưu hành ngày nay. Những tờ giấy bạc giả được thu lại và tiêu hủy, Ngân hàng không khuyến khích việc gửi tiền giấy đến để kiểm tra tính thật giả, tuy nhiên nếu tờ tiền là giả, khoản hoàn lại sẽ được trả bằng séc. Lưu thông tiền giả là tội hình sự.

### Tờ bạc 10 shilling

Biểu tượng Britania

Tờ bạc 10 shilling đầu tiên phát hành bởi Ngân hàng Anh ngày 22/11/1928 (trước đó do Ngân khố chính phủ phát hành). Tờ bạc này có họa tiết biểu tượng "Britania", vốn là họa tiết của giấy bạc ngân hàng từ 1694. Nền cơ bản là nâu đỏ (hình mặt trước tờ 10 shilling Lưu trữ ngày 28 tháng 9 năm 2007 tại Wayback Machine, hình mặt sau tờ 10 shilling Lưu trữ ngày 28 tháng 9 năm 2007 tại Wayback Machine).. Khác với những tờ bạc trước đó và những tờ bạc £1 tạm thời, tờ bạc mới không ghi ngày phát hành nhưng được phân biệt bởi chữ ký của trưởng quỹ đương thời. Năm 1940, sợi dây kim loại được đưa vào sử dụng lần đầu tiên và màu sắc của tờ bạc được thay đổi sang màu hoa cà trong thời gian chiến tranh (xem hình Lưu trữ ngày 16 tháng 2 năm 2007 tại Wayback Machine).
Đến năm 1960, thiết kế mới mang tên "Series C" được lưu thông khi Nữ hoàng Elizabeth II cho phép sử dụng chân dung của bà trên tờ bạc (xem hình). Khi tiền xu 50 penny phát hành năm 1969, tờ bạc này được thu hồi.

### Tờ bạc £1
Tờ bạc £1 của Ngân hàng Anh phát hành lần đầu ngày 26/02/1797 dưới thời thống đốc Thomas Raikes và theo yêu cầu của chính phủ William Pitt trẻ để đáp ứng nhu cầu về tờ bạc mệnh giá nhỏ hơn thay thế tiền xu bằng vàng, khi đó là thời kỳ chiến tranh với nước Pháp cách mạng tư sản.
Việc phát hành mới tờ bạc này dừng lại năm 1845 và tiếp tục phát hành mới vào ngày 22/11/1928. Tờ bạc có họa tiết biểu tượng Britania, vốn là họa tiết của giấy bạc ngân hàng từ 1694. Nền cơ bản là xanh lá cây. Khác với những tờ tiền trước đó và những tờ tiền £1 tạm thời, tờ bạc mới không ghi ngày phát hành nhưng được phân biệt bởi chữ ký của trưởng quỹ đương thời. Năm 1940, sợi dây kim loại được đưa vào sử dụng lần đầu tiên và màu sắc của tờ bạc được thay đổi sang màu hồng trong thời gian chiến tranh (hình mặt trước tờ £1 Lưu trữ ngày 28 tháng 9 năm 2007 tại Wayback Machine, hình mặt sau tờ £1 Lưu trữ ngày 28 tháng 9 năm 2007 tại Wayback Machine). Thiết kế ban đầu được thay thế bằng mẫu "Series C" năm 1960 khi Nữ hoàng Elizabeth II cho phép sử dụng chân dung của bà trên tờ bạc. Năm 1977 thiết kế "Series D" sử dụng hình chân dung Isaac Newton ở mặt trái, sau khi đồng xu £1 được phát hành năm 1983, tờ bạc này rút ra khỏi lưu thông năm 1988 (hình tờ bạc £1 "Series D" Lưu trữ ngày 8 tháng 3 năm 2021 tại Wayback Machine).

### Tờ bạc £2
Tờ bạc £2 đầu tiên của Ngân hàng Anh phát hành ngày 26/02/1797 dưới thời thống đốc Thomas Raikes và theo yêu cầu của chính phủ William Pitt trẻ để đáp ứng nhu cầu về tờ bạc mệnh giá nhỏ hơn thay thế tiền xu bằng vàng, khi đó là thời kỳ chiến tranh với nước Pháp cách mạng tư sản. Tờ bạc này sau đó bị đình chỉ.

### Tờ bạc £5
Tờ bạc £5 đầu tiên của Ngân hàng Anh phát hành năm 1793 do nhu cầu giấy bạc có mệnh giá nhỏ và rút tiền xu bằng vàng ra khỏi lưu thông trong thời gian chiến tranh với nước Pháp cách mạng tư sản (trước đó tờ tiền mệnh giá nhỏ nhất là £10). Thiết kế năm 1793 gọi là tờ "White Fiver" (in đen trắng một mặt, mặt kia để trắng – (xem hình Lưu trữ ngày 28 tháng 9 năm 2007 tại Wayback Machine), tồn tại đến năm 1957 khi mẫu "Series B" với hoạt tiết Britania đội mũ được sử dụng. Tờ bạc này sau đó được thay bằng thiết kế "Series C". Tờ tiền mới có chân dung Nữ hoàng Elizabeth II. Năm 1971, "Series D" đưa vào lưu thông với chân dung Nữ hoàng nhiều tuổi hơn ở mặt trước và hình Công tước Wellington ở mặt sau. Ngày 7/06/1990, "Series E" của tờ bạc £5 – lúc này là tờ bạc mệnh giá nhỏ nhất, được phát hành. Mẫu này có màu ngọc lam và các yếu tố thiết kế khác làm cho việc sao chụp trở nên khó hơn trước. Đầu tiên, mặt trái mẫu "Series E" £5 có hình kỹ sư đường sắt George Stephenson, sau đó mẫu đổi mới của "Series E" có hình Elizabeth Fry – người cải cách điều kiện nhà tù ở Anh. Vài triệu tờ bạc in hình Stephenson bị hủy khi được thông báo là in sai năm ông qua đời. Lần đầu phát hành tờ giấy bạc £5 Fry cũng phải rút lại khi phát hiện mực ở số phát hành có thể bị phai. Những tờ bạc £5 Stephenson rút ra khỏi lưu thông ngày 21/10/2003, lúc đó loại này chiếm khoảng 54 triệu trong tổng số 211 triệu tờ tiền loại £5 đang được sử dụng.

### Tờ bạc £10

Giấy bạc mệnh giá £10

Tờ bạc £10 đầu tiên được lưu thông năm 1759 khi cuộc chiến tranh Bảy năm khiến vàng thiếu trầm trọng. Sau chiến tranh thế giới thứ hai, tờ bạc này rút ra khỏi lưu thông. Giữa thập kỷ 1960, loại mệnh giá này tiếp tục được phát hành với mẫu "Series C" có màu nâu. "Series D" xuất hiện đầu những năm 1970 có hình nữ y tá Florence Nightingale (1820-1910) ở mặt sau cùng với cảnh công việc của bà tại quân y viện ở Scutari (Thổ Nhĩ Kỳ) trong cuộc chiến tranh Crime. Tờ tiền này sau đó được thay thế trong những năm 1990 bởi "Series E" có màu vàng cam. Mặt trái của nó có hình nhà văn Charles Dickens và một cảnh trong tiểu thuyết Pickwick Papers (mẫu tờ bạc này rút khỏi lưu thông tháng 7/2003). Thiết kế thứ hai của "Series E" năm 2000 có hình nhà bác học Charles Darwin, chiến hạm HMS Beagle, con chim sâu và những bông hoa nhìn qua kính lúp tượng trưng cho cuốn sách nổi tiếng "Nguồn gốc các loài".

### Tờ bạc £20

Giấy bạc mệnh giá £20

Tờ bạc £20 mới

Mãi đến những năm đầu thập kỷ 1970, tờ bạc mệnh giá £20 mới xuất hiện với mẫu "Series D". Màu chủ đạo là màu tím. Mặt sau của tờ bạc có hình William Shakespeare và cảnh chiếc ban công trong tác phẩm "Romeo và Juliet". Năm 1992, tờ bạc này được thay thế bằng mẫu "Series E" mang hình nhà vật lý Michael Faraday và những chương trong Hiến pháp. Cho đến 1999, tờ bạc này bị sao chụp quá nhiều nên nó được thay thế bằng thiết kế thứ hai của "Series E" với con số ghi tiền đậm hơn ở góc tên bên phải mặt trước, mặt sau có hình nhà soạn nhạc Edward Elgar và Thánh đường Worcester. Tháng 2/2006, Ngân hàng Anh thông báo mẫu thiết kế mới của tờ bạc. Mẫu mới phát hành ngày 13/03/2007 có hình nhà kinh tế học Adam Smith với hình vẽ nhà máy sản xuất đinh ghim – hình ảnh được cho là giúp đưa đến học thuyết kinh tế học của ông. Adam Smith là người Scotland đầu tiền xuất hiện trên giấy bạc của Ngân hàng Anh. Hình nhà kinh tế học này cũng trên tờ bạc £50 của Scotland.

### Tờ bạc £50
Tờ bạc £50 xuất hiện năm 1981 với mẫu "Series D", hình kiến trúc sư Christopher Wren và bản bản vẽ Nhà thờ Saint Paul trên mặt sau. Năm 1990 tờ bạc mệnh giá này đổi sang mẫu "Series E" kỷ niệm 300 năm hoạt động của Ngân hàng Anh. Hình thống đốc đầu tiên John Houblon in ở mặt sau.

### Tờ bạc £100
Ngân hàng Anh không phát hành tờ bạc mệnh giá £100, tuy vậy Bank of Scotland (Ngân hàng Scotland), Royal Bank of Scotland (Ngân hàng hoàng gia Scotland) và Clydesdale Bank (Ngân hàng Clydesdale) có phát hành ở Scotland.

### Tờ bạc một triệu pound
Phần lớn giấy bạc phát hành bởi các ngân hàng ở Scotland và Bắc Ireland phải đặt bảo đảm tại Ngân hàng Anh. Bởi số lượng lớn những tờ bạc được phát hành, sẽ thật nặng nề và tốn kém nếu lưu giữ những tờ bạc của Ngân hàng Anh để đảm bảo tính thanh khoản. Những tờ bạc mệnh giá cực lớn được dùng với mục đích lưu trữ này và chỉ sử dụng trong nội bộ ngân hàng.

## Các Thống đốc Ngân hàng Anh
- Sir John Houblon (1694–1697)
- Sir William Scawen (1697–1699)
- Nathaniel Tench (1699–1701)
- John Ward (1701–1703)
- Abraham Houblon (1703–1705)
- Sir James Bateman (1705–1707)
- Francis Eyles (1707–1709)
- Sir Gilbert Heathcote (1709–1711)
- Nathaniel Gould (1711–1713)
- John Rudge (1713–1715)
- Sir Peter Delme (1715–1717)
- Sir Gerard Conyers (1717–1719)
- John Hanger (1719–1721)
- Sir Thomas Scawen (1721–1723)
- Sir Gilbert Heathcote (1723–1725)
- William Thompson (1725–1727)
- Humphry Morice (1727–1729)
- Samuel Holden (1729–1731)
- Sir Edward Bellamy (1731–1733)
- Horatio Townshend (1733–1735)
- Bryan Benson (1735–1737)
- Thomas Cooke (1737–1740)
- Delillers Carbonnel (1740–1741)
- Stamp Brooksbank (1741–1743)
- William Fawkener (1743–1745)
- Charles Savage (1745–1747)
- Benjamin Longuet (1747–1749)
- William Hunt (1749–1752)
- Alexander Sheafe (1752–1754)
- Charles Palmer (1754–1756)
- Matthews Beachcroft (1756–1758)
- Merrick Burrell (1758–1760)
- Bartholomew Burton (1760–1762)
- Robert Marsh (1762–1764)
- John Weyland (1764–1766)
- Matthew Clarmont (1766–1769)
- William Cooper (1769–1771)
- Edward Payne (1771–1773)
- James Sperling (1773–1775)
- Samuel Beachcroft (1775–1777)
- Peter Gaussen (1777–1779)
- Daniel Booth (1779–1781)
- William Ewer (1781–1783)
- Richard Neave (1783–1785)
- George Peters (1785–1787)
- Edward Darell (1787–1789)
- Mark Weyland (1789–1791)
- Samuel Bosanquet (1791–1793)
- Godfrey Thornton (1793–1795)
- Daniel Giles (1795–1797)
- Thomas Raikes (1797–1799)
- Samuel Thornton (1799–1801)
- Job Mathew (1801–1802)
- Joseph Nutt (1802–1804)
- Benjamin Winthrop (1804–1806)
- Beeston Long (1806–1808)
- John Whitmore (1808–1810)
- John Pearse (1810–1812)
- William Manning (1812–1814)
- William Mellish (1814–1816)
- Jeremiah Harman (1816–1818)
- George Dorrien (1818–1820)
- Charles Pole (1820–1822)
- John Bowden (1822–1824)
- Cornelius Buller (1824–1826)
- John Baker Richards (1826–1828)
- Samuel Drewe (1828–1830)
- John Horsley Palmer (1830–1833)
- Richard Mee Raikes (1833–1834)
- James Pattison (1834–1837)
- Timothy Abraham Curtis (1837–1839)
- Sir John Rae Reid (1839–1841)
- Sir John Henry Pelly (1841–1842)
- William Cotton (1842–1845)
- John Benjamin Heath (1845–1847)
- William Robinson Robinson (tháng 4 năm 1847-tháng 8 năm 1847)
- James Morris (1847–1849)
- Henry James Prescot (1849–1851)
- Thomson Hankey (1851–1853)
- John Gellibrand Hubbard (1853–1855)
- Thomas Matthias Weguelin (1855–1857)
- Sheffield Neave (1857–1859)
- Bonamy Dobree (1859–1861)
- Alfred Latham (1861–1863)
- Kirkman Daniel Hodgson (1863–1865)
- Henry Lancelot Holland (1865–1867)
- Thomas Newman Hunt (1867–1869)
- Robert Wigram Crawford (1869–1871)
- George Lyall (1871–1873)
- Benjamin Buck Greene (1873–1875)
- Henry Hucks Gibbs (1875–1877)
- Edward Howley Palmer (1877–1879)
- John William Birch (1879–1881)
- Henry Riversdale Grenfell (1881–1883)
- John Saunders Gilliat (1883–1885)
- James Pattison Currie (1885–1887)
- Mark Wilks Collet (1887–1889)
- William Lidderdale (1889–1892)
- David Powell (1892–1895)
- Albert George Sandeman (1895–1897)
- Hugh Colin Smith (1897–1899)
- Samuel Steuart Gladstone (1899–1901)
- Augustus Prevost (1901–1903)
- Samuel Hope Morley (1903–1905)
- Alexander Falconer Wallace (1905–1907)
- William Middleton Campbell (1907–1909)
- Reginald Eden Johnston (1909–1911)
- Alfred Clayton Cole (1911–1913)
- Sir Walter Cunliffe (1913–1918) (Lord Cunliffe from 1914)
- Sir Brien Cokayne (1918–1920)
- Sir Montagu Collet Norman (1920–1944)
- Thomas Sivewright Catto, 1st Baron Catto (1944–1949)
- Cameron Cobbold (tháng 3 năm 1949-30 tháng 6 năm 1961) (Lord Cobbold from 1960)
- George Rowland Stanley Baring, 3rd Earl of Cromer (1 July 1961–1966)
- Sir Leslie O'Brien (1966–1973)
- Gordon Richardson (1973–1983)
- Robin Leigh-Pemberton (1983–1993)
- Sir Edward George (1993-30 tháng 6 năm 2003)
- Mervyn King (1 tháng 7 năm năm 2003-1 tháng 7 năm 2013)
- Mark Carney (1 tháng 7 năm 2013-)